# Kozielice (gmina)
Kozielice (do 1954 gmina Tetyń) – gmina wiejska położona w zachodniej części województwa zachodniopomorskiego, w powiecie pyrzyckim. Siedzibą gminy jest wieś Kozielice.
Miejsce w województwie (na 114 gmin): powierzchnia 99., ludność 112.

## Położenie
Wieś jest położona w zachodniej części województwa zachodniopomorskiego, południowo-zachodniej części powiatu pyrzyckiego. Gmina leży na Pojezierzu Myśliborskim i Równinie Wełtyńskiej.
Sąsiednie gminy:
- Bielice i Pyrzyce (powiat pyrzycki)
- Banie (powiat gryfiński)
- Myślibórz (powiat myśliborski)

Do 31 XII 1998 r. wchodziła w skład województwa szczecińskiego.
Gmina stanowi 13,0% powierzchni powiatu.

## Demografia
Dane z 30 czerwca 2004:
| Opis                              | Ogółem | Ogółem | Kobiety | Kobiety | Mężczyźni | Mężczyźni |
| --------------------------------- | ------ | ------ | ------- | ------- | --------- | --------- |
| jednostka                         | osób   | %      | osób    | %       | osób      | %         |
| populacja                         | 2618   | 100    | 1299    | 49,6    | 1319      | 50,4      |
| gęstość zaludnienia (mieszk./km²) | 27,7   | 27,7   | 13,7    | 13,7    | 14        | 14        |

Gminę zamieszkuje 6,5% ludności powiatu.

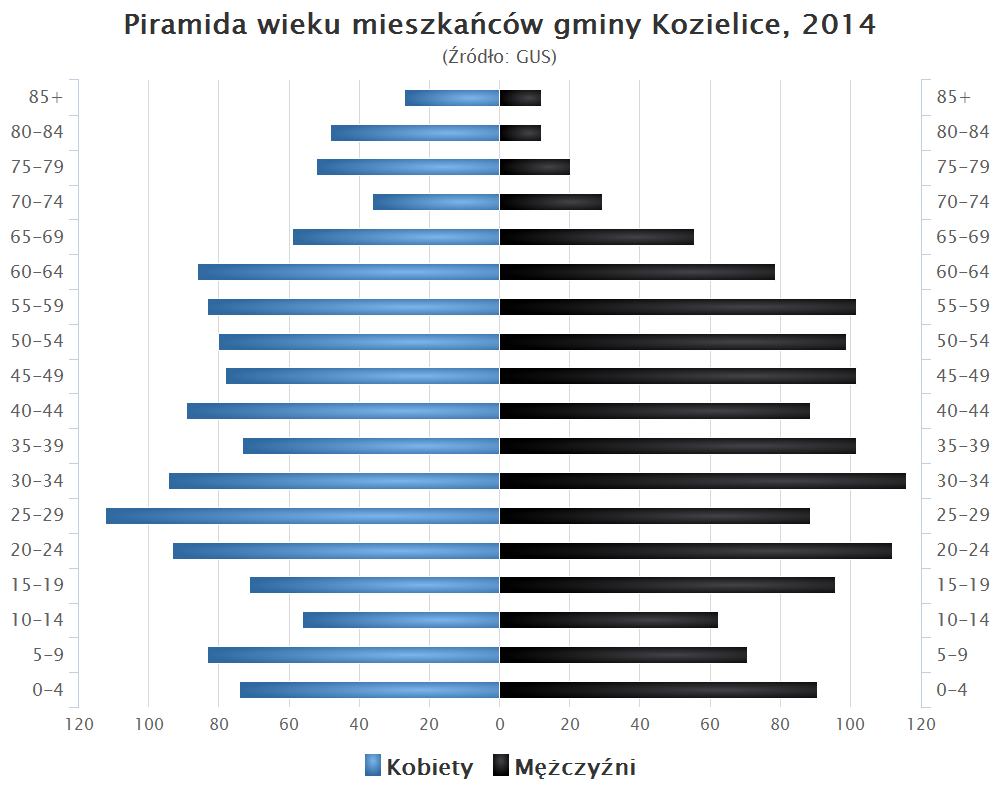
Piramida wieku mieszkańców gminy Kozielice w 2014 roku

## Przyroda i turystyka
Podobnie jak inne gminy powiatu pyrzyckiego, Kozielice jest gminą typowo rolniczą. Lasy znajdują się tylko w jej południowo-wschodniej części. Przez południową część prowadzi niebieski szlak turystyczny "Pojezierza Myśliborskiego". Tereny leśne zajmują 12% powierzchni gminy, a użytki rolne 73%.

## Komunikacja
Przez gminę Kozielice prowadzi droga wojewódzka nr 122 łącząca wieś Łozice z Pyrzycami (7 km) i z Baniami (10 km). Odległość z Kozielic do Łozic wynosi 3 km, a do siedziby powiatu, Pyrzyc 7 km.
Kozielice uzyskały połączenie kolejowe w 1899 r. po połączeniu Pyrzyc z Godkowem (w 1882 r. otwarto odcinek Stargard- Pyrzyce). W 1992 r. linia Pyrzyce-Godków została zamknięta. Po 2000 r. zamknięto także linię Stargard-Pyrzyce.
W gminie czynne są 2 urzędy pocztowe: Kozielice (nr 74-204) i Tetyń (nr 74-205).

## Zabytki
- Kościół pod wezwaniem Św. Ducha w Czarnowie.
- Kościół pod wezwaniem Św. Stanisława BM w Kozielicach.
- Cmentarz z odbudowanym na przełomie 2006 i 2007 roku kościołem i murem ogrodzeniowym w Łozicach.
- Ruina kościoła w Rokitach (aktualnie w odbudowie).
- Cmentarz w Rokitach.
- Kościół pod wezwaniem MB Królowej Polski w Tetyniu.
- Kościół pod wezwaniem Wniebowzięcia NMP w Załężu.

## Administracja
W 2016 r. wykonane wydatki budżetu gminy Kozielice wynosiły 11 mln zł, a dochody budżetu 13,4 mln zł. Zobowiązania samorządu (dług publiczny) według stanu na koniec 2016 r. wynosiły 4,3 mln zł, co stanowiło 32% poziomu dochodów.
Sołectwa gminy Kozielice: Kozielice, Czarnowo, Łozice, Maruszewo, Mielno Pyrzyckie, Przydarłów, Rokity, Siemczyn, Tetyń, Trzebórz i Załęże.

## Miejscowości
WsieKozielice, Czarnowo, Mielno Pyrzyckie, Rokity, Siemczyn, Tetyń, Trzebórz, Zadeklino, Załęże
OsadyŁozice, Maruszewo, Przydarłów
Osady leśnePrzydarłów
PrzysiółkiPodborze (część wsi Trzebórz)